# Sandrine Jauréguiberry
Pour les articles homonymes, voir Jauréguiberry.
Sandrine Jauréguiberry est une joueuse internationale française de rugby à XV, née à Bayonne le 3 octobre 1973, de 1,65 m pour 64 kg, occupant le poste de troisième ligne aile (no  6) à l'AS Bayonne (féminines), et en équipe de France de rugby à XV féminin.

## Biographie
À l'âge de 10 ans, elle débute l'équitation, qu'elle pratique plus tard en concours complet.
Elle démarre le rugby en 1994 avec des amies qui montent un club, l'AS Bayonne, club dans lequel elle joue toujours actuellement. Elle fait partie de l'équipe de France de rugby à XV féminin disputant notamment la Coupe du monde de rugby à XV féminin 2006.
Elle exerce le métier d'éducatrice spécialisée (adultes handicapés mentaux).

## Palmarès
(Au 15.08.2006)
- Sélectionnée en équipe de France à 15 reprises
- Tournoi des VI Nations en 2002, 2004 et 2005 (trois grands chelems)
- Championne d'Europe en 1999, 2000, et 2004 année du Grand Chelem
- 3e de la Coupe du monde en 2002